# مصحف الجزائر
مصحف الجزائر هو مخطوط قرآني (مصحف) كُتب في الجزائر بخط النسخ  ، خطه محمد بن سعيد الشريفي على قراءة ورش سنة 1977م..   
حتى الآن، شهدت النسخة المطبوعة ثلاث نسخات،  الأولى نشرتها الشركة الوطنية للنشر والتوزيع، (المعروفة سابقًا باسم هاشيت الجزائر)، في عام 1979.  أما الطبعة الثانية (1984) فنشرتها دار إيناغ (بالإنجليزية: ENAG)  والطبعة الثالثة نشرتها وكالة (EPA) في عام 2010. 

## طالع أيضًا
- الإسلام في الجزائر
- ثعلبية القرآن الكريم
- عشر تلاوات
- تلاوة ورش